# In je Recht
In je Recht is een Nederlands programma van RTL 4, gepresenteerd door Chazia Mourali.
In je Recht is een juridisch programma waar veel vragen worden beantwoord door juristen. Meestal gaat het over zaken waar het nodige mis is gegaan. Dat komt doordat de consument vaak niet goed op de hoogte is waar hij wél en géén recht op heeft.